# Металлург (футбольный клуб, Константиновка)
«Металлург» — советский футбольный клуб из Константиновки.

## История
Создан в 1924 году. Последнее упоминание в 1952 году.
В 1992—1994 годах под названием «Металлург» (Константиновка) выступал дубль донецкого «Шахтёра».

## Названия
- 1924—1935 — «Металлист»
- 1936 — «Команда завода им. М. В. Фрунзе»
- 1937—1948 — «Сталь»
- с 1949 года — «Металлург»

## Достижения
- Во второй низшей лиге — 6 место (осень 1936).
- В кубке СССР — поражение в 1/16 финала (1938).